# Алжирский диалект арабского языка
Алжирский диалект арабского языка (дариджа) — одна из разновидностей арабского языка, распространённая на территории Алжира и среди алжирской диаспоры за рубежом. При этом письменный арабский отличается от разговорного, который является дарижей. Алжирский диалект содержит компоненты берберских языков, а также много заимствованных слов из берберских, турецкого, испанского и французского языков; также, как и в других диалектах, отбрасываются окончания письменного языка. Официального статуса этот диалект не имеет, однако употребляется большинством алжирцев. Алжирский арабский различается в разных городах. Алжирский диалект также имеет несколько отличий от алжирской дарижи.

## Диалекты
Алжирский арабский включает в себя несколько различных диалектов, принадлежащих двум генетическим группам: до-хилальская и хилальская.

### Хилальские диалекты
Хилальские диалекты делятся на три группы:
- Восточно-хилальские диалекты[2]: распространён на высоких равнинах вокруг городов Джельфа, Мсила, Сетиф;
- Центрально-хилальские диалекты: центральный и южный Алжир, южнее города Алжир и Оран;
- Макильские диалекты: распространён в западной части города Оран;

Современные городские и национальные языки койне основаны на хилальских диалектах.

### Пре-хилальские диалекты
До-хилальские диалекты арабского языка, как правило, делятся на три типа: городские, «деревенские» и еврейские. На нескольких пре-хилальских диалектах также говорят в Алжире:
- Городские диалекты распространены в крупных городах Алжира, на которых ранее также говорили в таких городах, как Аземмур, Маскара.
- Джиджельский диалект распространён в регионе к северу от города Константина, в том числе Колло и Джиджель.
- Трарас-мсирдский диалект распространён в городах Рашкун, Тлемсен, Трара и Хунайн.
- Еврейско-алжирский диалект — язык евреев Алжира, большинство которых покинуло страну после создания государства Израиль.